# Красное Сюндюково
Красное Сюндюково — посёлок в Ульяновском районе Ульяновской области. Входит в состав Ундоровского сельского поселения.

## География
Находится на правом берегу реки Свияга на расстоянии примерно 23 километра по прямой на север от районного центра поселка Ишеевка.

## История
Посёлок основан в середине XVII века при строительстве Симбирской черты.
В 1780 году, при создании Симбирского наместничества, деревня Сюндюкова, служилых татар, крещёных татар, вошла в состав Симбирского уезда.
В 1859 году деревня Сюндюково, лашманых крестьян, по почтовому тракту из г. Симбирска в г. Казань, входила в состав 1-го стана Симбирского уезда Симбирской губернии.
В 1990 году неподалеку от села Красное Сюндюково начали строительство посёлка для переселенцев из Казахстана – немцев Поволжья. Переселение так и не состоялось, зато при попытке вырыть первый же котлован были обнаружены остатки бани, построенной из кирпича, оборудованной подпольной системой отопления и застекленными окнами.

## Население
Население составляло 75 человек в 2002 году (татары 100%), 43 по переписи 2010 года.

## Достопримечательности
- Красносюндюковское I городище
- Красносюндюковское II городище